# Bouabdellah Ghlamallah
 (décembre 2023).
Si vous disposez d'ouvrages ou d'articles de référence ou si vous connaissez des sites web de qualité traitant du thème abordé ici, merci de compléter l'article en donnant les références utiles à sa vérifiabilité et en les liant à la section « Notes et références ».
Bouabdellah Ghlamallah est un homme politique algérien.

## Biographie
Né à Ouarizane (wilaya de Relizane), il obtient son certificat d'études secondaires à la mosquée Zitouna de Tunis. En 1968, il obtient une licence en sciences sociales à l'université de Damas. De retour en Algérie, il devient responsable de la rubrique culturelle puis directeur du quotidien Echaab. En 1980, il est directeur au ministère de l'Éducation nationale. En 1990 il occupe le poste de secrétaire général du ministère de l'Éducation, puis jusqu'au 5 janvier 1997 il s'occupe des écoles coraniques à Tiaret et il se consacre à l'enseignement et à l'orientation religieuse.
Après avoir exercé la fonction de député, le président Zeroual le nomme le 25 juin 1997 ministre des affaires religieuses. Il est reconduit dans ses fonctions par le président Bouteflika qui le nomme le 24 décembre 1999 ministre des affaires religieuses et des habous, poste qu'il occupe jusqu’au 5 mai 2014.
Le 22 septembre 2016, il est nommé président du Haut conseil islamique algérien (HCI).
En avril 2019, une plainte est déposée contre Bouabdellah Ghlamallah pour corruption dans  le cadre de l'organisation des pèlerinages à La Mecque entre 1999 et 2006.
Le 5 mai 2021, il suscite l'étonnement en déclarant, en tant que président du HCI,  qu'« un Algérien ne peut être que musulman », qualifiant les non-musulmans de « résidus » qu'il convient d'« éradiquer ».
Le 29 septembre 2024, il est mis fin à ses fonctions.